# Cremna pupillata
Cremna pupillata är en fjärilsart som beskrevs av Hans Ferdinand Emil Julius Stichel 1915. Cremna pupillata ingår i släktet Cremna och familjen Riodinidae. Inga underarter finns listade i Catalogue of Life.